# سييد 2 (فلم)
بذرة 2 (بالإنجليزية: Seed 2) ويعرف أيضا بـوادي الدم: انتقام بذرة (بالإنجليزية: Blood Valley: Seed's Revenge) هو فيلم رعب تم إنتاجه في ألمانيا والولايات المتحدة وصدر سنة 2014، من بطولة نيك برينسيب، كريستا كامبيل وكارولين وليامز، وهو الجزء الثاني من سلسلة أفلام الرعب «بذرة».

## القصة
عندما تعود مجموعة فتيات في الصحراء ولا يعلمن أنهن وقنع ضحية لقاتل متسلسلة خطير جدًا.

## وصلات خارجية
- سييد 2 على موقع IMDb (الإنجليزية)
- سييد 2 على موقع روتن توميتوز (الإنجليزية)
- سييد 2 على موقع نتفليكس (الإنجليزية)
- سييد 2 على موقع أول موفي (الإنجليزية)
- سييد 2 على موقع فيلمافينيتي (الإسبانية)
- سييد 2 على موقع قاعدة بيانات الفيلم (الإنجليزية)
- سييد 2 على موقع ليتربوكسد (الإنجليزية)
- سييد 2 على موقع كينوبويسك (الروسية)

- بذرة 2 على IMDb
- بذرة 2 على Rotten Tomatos